# Henry Arthur Sanders
Henry Arthur Sanders (* 22. Oktober 1868 in Livermore, Maine; † 16. November 1956 in Ann Arbor, Michigan) war ein US-amerikanischer Klassischer Philologe und Papyrologe, der von 1899 bis 1939 an der University of Michigan tätig war. Er ist vor allem durch seine Studien zur römischen Geschichtsschreibung, zum antiken Buchwesen und zu ägyptischen Papyri des Alten und Neuen Testaments hervorgetreten.

## Leben
Henry Arthur Sanders besuchte weiterführende Schulen in Farmington (1883–1886) und Waterville (Coburn Classical Institute, 1886/87) und studierte ab 1887 Klassische Philologie und Geschichte an der University of Michigan, der er sein Leben lang verbunden blieb. An den Bachelor-Abschluss knüpfte er ein Graduiertenstudium an, das er 1894 mit dem Master abschloss. Gleichzeitig hielt er von 1893 bis 1895 als Dozent lateinische Lehrveranstaltungen an der University of Michigan ab. Ein Stipendium ermöglichte ihm von 1895 bis 1897 einen ausgedehnten Studienaufenthalt in Europa. Er studierte an der Friedrich-Wilhelm-Universität Berlin (1895–1896) und bereitete eine Dissertation vor, mit der er 1897 an der Universität München zum Dr. phil. promoviert wurde.
Nach seiner Rückkehr in die USA lehrte Sanders zunächst zwei Jahre lang als Latein-Dozent an der University of Minnesota. 1899 kehrte er als Dozent an die University of Michigan zurück, wo er seine gesamte weitere Karriere verbrachte. 1902 wurde er zum Assistant Professor ernannt, 1908 zum Junior Professor of Latin und 1911 zum Professor of Latin. 1915 erhielt er Urlaub für ein Jahr, um als stellvertretender Direktor an die American Academy in Rome zu gehen. Nach dem Tod seines Kollegen Francis W. Kelsey leitete er 1927/28 die Abteilung für Latein an der University of Michigan. Kurz darauf erhielt er erneut Urlaub, diesmal für drei Jahre, während derer er Professor-in-Charge an der American Academy in Rome war. 1931 kehrte er an die University of Michigan zurück und wurde dort 1932 Vorsitzender der neu gegründeten Abteilung für Sprechen und Allgemeine Sprachwissenschaft. 1939 trat er mit Erreichen der Altersgrenze in den Ruhestand, blieb aber weiterhin wissenschaftlich tätig. 1940 erhielt er die Ehrendoktorwürde (L. H. D.) des Colby College.
Sanders’ wissenschaftliche Arbeit hatte verschiedene Schwerpunkte. Ausgehend von Quellenstudien zum römischen Historiker Livius und dessen Fortsetzern in der Kaiserzeit gelangte er während seiner Dozentenzeit in Michigan zur Edition von Papyrusfragmenten. Bereits 1904 und 1905 veröffentlichte er Aufsätze zu der kurz zuvor entdeckten Livius-Epitome aus Oxyrhynchos. In den folgenden beschäftigte er sich intensiv mit den biblischen Papyri der Freer Gallery of Art, die er sorgfältig edierte und kommentierte. Sanders bemühte sich auch um den Ausbau der Papyrussammlung der University of Michigan und erstellte 1947 zusammen mit seinem Kollegen James Eugene Dunlap einen Katalog der lateinischen Papyri der Sammlung.
Sanders war gewähltes Mitglied vieler wissenschaftlicher Gesellschaften, darunter die American Academy of Arts and Sciences (ab 1935), American Philological Association (deren Präsident er 1937 war), die American Philosophical Society, die American Oriental Society, die Society of Biblical Literature, die Classical Association of the Middle West and South, das Archaeological Institute of America und die Medieval Academy of America.

## Schriften (Auswahl)
- Die Quellencontamination im 21. und 22. Buche des Livius. Berlin 1897 (Dissertation, Ludwig-Maximilians-Universität München)
- The Old Testament Manuscripts in the Freer Collection. New York 1910
- The Washington Manuscript of Deuteronomy and Joshua. New York 1910
- The Washington Manuscript of the Four Gospels. New York 1912
- The Washington Manuscript of the Psalms. New York 1917
- The Washington Manuscript of the Epistles of Paul. New York 1918
- The New Manuscripts in the Freer Collection. New York / London 1918
- mit Carl Schmidt: The Minor Prophets in the Freer Collection and the Berlin Fragment of Genesis. New York / London 1927
- mit James Eugene Dunlap: Latin Papyri in the University of Michigan Collection. Ann Arbor / London 1947 (Michigan Papyri 7)

Herausgeberschaft
- Roman Historical Sources and Institutions. New York 1904
- Roman History and Mythology. New York 1910
- Francis W. Kelsey: Latin and Greek in American Education. With Symposia on the Value of Humanistic Studies. 2. Auflage, New York 1927